# Sphegigaster
Sphegigaster is een geslacht van vliesvleugeligen uit de familie Pteromalidae. De wetenschappelijke naam van dit geslacht is voor het eerst geldig gepubliceerd in 1811 door Spinola.

## Soorten
Het geslacht Sphegigaster omvat de volgende soorten:
- Sphegigaster agromyzae (Dodd, 1917)
- Sphegigaster anamudiensis Sureshan & Narendran, 1997
- Sphegigaster aurata (Ashmead, 1904)
- Sphegigaster beijingensis Huang, 1990
- Sphegigaster brevicornis (Walker, 1833)
- Sphegigaster brunneicornis (Ferrière, 1930)
- Sphegigaster burksi Yoshimoto & Ishii, 1965
- Sphegigaster carinata Förster, 1861
- Sphegigaster ciliatuta Huang, 1990
- Sphegigaster cirrhocornis Huang, 1990
- Sphegigaster clavicornis (Förster, 1841)
- Sphegigaster conchyliatus Heydon, 1988
- Sphegigaster cracentis Heydon & LaBerge, 1988
- Sphegigaster cuscutae Ferrière, 1959
- Sphegigaster cuspidata Huang, 1990
- Sphegigaster diasi Narendran & Harten, 2007
- Sphegigaster elegantula (Risbec, 1957)
- Sphegigaster euryepomis Heydon & LaBerge, 1988
- Sphegigaster fusca Huang, 1990
- Sphegigaster glabrata Graham, 1969
- Sphegigaster grisselli Heydon, 1992
- Sphegigaster hakonensis (Ashmead, 1904)
- Sphegigaster hamugurivora Ishii, 1953
- Sphegigaster hexomyzae Vikberg, 1983
- Sphegigaster hypocyrta Huang, 1990
- Sphegigaster indica Sureshan & Narendran, 2002
- Sphegigaster ineus Mitroiu, 2008
- Sphegigaster intersita Graham, 1969
- Sphegigaster jilinensis Huang, 1991
- Sphegigaster karnatakaensis Sureshan, 2007
- Sphegigaster longicornis Delucchi, 1962
- Sphegigaster mutica Thomson, 1878
- Sphegigaster nigricornis (Nees, 1834)
- Sphegigaster obliqua Graham, 1969
- Sphegigaster orobanchiae Kurdjumov, 1912
- Sphegigaster oryzae (Risbec, 1960)
- Sphegigaster pallicornis (Spinola, 1808)
- Sphegigaster panda Huang, 1990
- Sphegigaster pedunculiventris (Spinola, 1808)
- Sphegigaster peninsularis (Dubey, 1974)
- Sphegigaster perlonga Boucek, 1991
- Sphegigaster permagna Graham, 1984
- Sphegigaster persiana Mitroiu & Madjdzadeh, 2011
- Sphegigaster plectroniae (Risbec, 1952)
- Sphegigaster pulchra Huang, 1990
- Sphegigaster reticulata Sureshan & Narendran, 1997
- Sphegigaster salicinus Heydon & LaBerge, 1988
- Sphegigaster schauffi Heydon, 1992
- Sphegigaster scutaecus Narendran & Harten, 2007
- Sphegigaster shica Huang, 1990
- Sphegigaster stella (Girault, 1920)
- Sphegigaster stepicola Boucek, 1965
- Sphegigaster trioni Narendran & Harten, 2007
- Sphegigaster trukensis Yoshimoto & Ishii, 1965
- Sphegigaster truncata Thomson, 1878
- Sphegigaster venusta Huang, 1990
- Sphegigaster voltairei (Girault, 1915)
- Sphegigaster yapensis Yoshimoto & Ishii, 1965
- Sphegigaster yunnanensis Özdikmen, 2011